# Los Olimareños
Los Olimareños är en uruguayansk musikgrupp som grundades 1962 av sångarna Pepe Guerra och Braulio López. Deras folkmusikinspirerade sånger har gjort dem till ett av Uruguays mest populära band med framgångar över hela Latinamerika. Bandet har även gjort sig känt för sitt politiska och sociala engagemang.